# Oblong (Illinois)
Oblong es una villa ubicada en el condado de Crawford en el estado estadounidense de Illinois. En el Censo de 2010 tenía una población de 1466 habitantes y una densidad poblacional de 581,73 personas por km².

## Geografía
Oblong se encuentra ubicada en las coordenadas 39°0′7″N 87°54′34″O / 39.00194, -87.90944. Según la Oficina del Censo de los Estados Unidos, Oblong tiene una superficie total de 2.52 km², de la cual 2.5 km² corresponden a tierra firme y (0.82%) 0.02 km² es agua.

## Demografía
Según el censo de 2010, había 1466 personas residiendo en Oblong. La densidad de población era de 581,73 hab./km². De los 1466 habitantes, Oblong estaba compuesto por el 97.95% blancos, el 0.48% eran afroamericanos, el 0.41% eran amerindios, el 0.55% eran asiáticos, el 0% eran isleños del Pacífico, el 0% eran de otras razas y el 0.61% pertenecían a dos o más razas. Del total de la población el 0.68% eran hispanos o latinos de cualquier raza.